# Chefe de estação
O chefe de estação é o responsável por uma estação ferroviária. A sua função é tão antiga como o próprio transporte ferroviário.. Coordenador do movimento das composições ferroviárias e dos empregados às suas ordens, e normalmente era alojado na casa posta à sua disposição    pela  Companhia dos Caminhos de Ferro. 
Com a automatização das barreiras nas passagem de nível, o guarda da linha, que fazia baixar e levantar as barreiras, desapareceu, mas a casinha onde morava ainda pode ser vista junto à linha de caminho de ferro.